# Can-Am 1986
Can-Am 1986 var ett race som var ett formel 1-lopp, var den allra sista säsongen av Can-Am och kördes över fyra omgångar, med Horst Kroll som mästare.

## Delsegrare
| Datum        | Bana         | Vinnare      |
| ------------ | ------------ | ------------ |
| 1 juni       | Mosport Park | Horst Kroll  |
| 5 juli       | Summit Point | Bill Tempero |
| 3 augusti    | Saint Louis  | Lou Sell     |
| 14 september | Mosport Park | Paul Tracy   |

## Slutställning
| Plats | Förare        | Poäng |
| ----- | ------------- | ----- |
| 1     | Horst Kroll   | 64    |
| 2     | Bill Tempero  | 53    |
| 3     | Mauro Lanaro  | 35    |
| 4     | Jeremy Hill   | 33    |
| 5     | Lou Sell      | 29    |
| 6     | Dennis Ehrie  | 27    |
| 7     | Seann Burgess | 24    |
| 8     | Paul Tracy    | 20    |